# Protolangage
Le protolangage serait un langage primitif d'il y a deux millions d'années. Il serait composé de juxtapositions de mots concrets sans grammaire, permettant aux mots d'avoir un sens global indépendamment de l'ordre dans lequel ils sont utilisés.
Cette notion a été élaborée par le linguiste Derek Bickerton, dans son livre Roots of Language, à partir de son étude des créoles. Pour lui, le processus de créolisation peut aider à comprendre et l'acquisition de la langue chez les enfants, et l'évolution de la faculté du langage chez les humains.
Gregory Katz formule l’hypothèse d’un protolangage génétique antérieur à toute conscience humaine, dont l’évolution progressive aurait permis l’émergence des langues verbales et leur polymorphisme.

### Référence
- Aux origines du langage, J-L. Dessalles, Hermès-Sciences 2000.